# Kunern

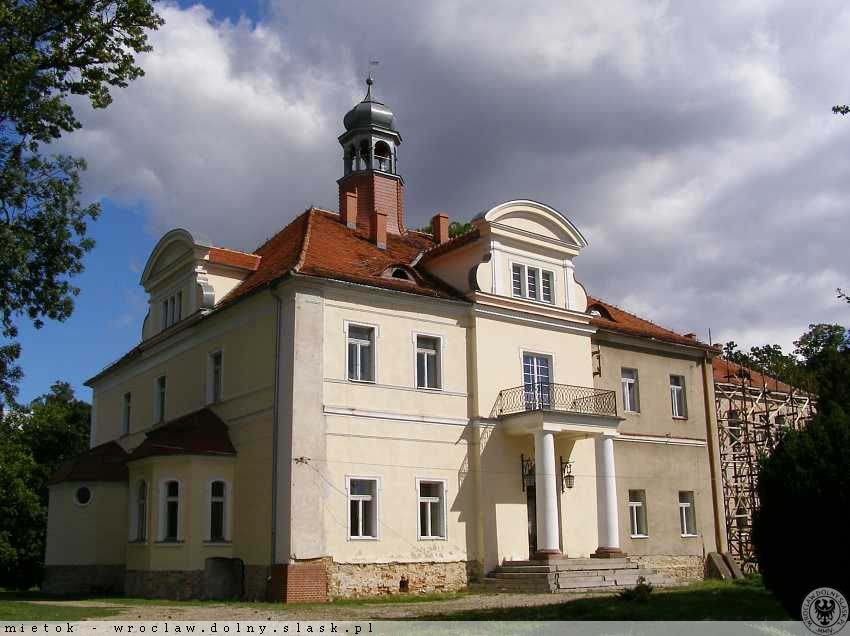
slottet Kunern

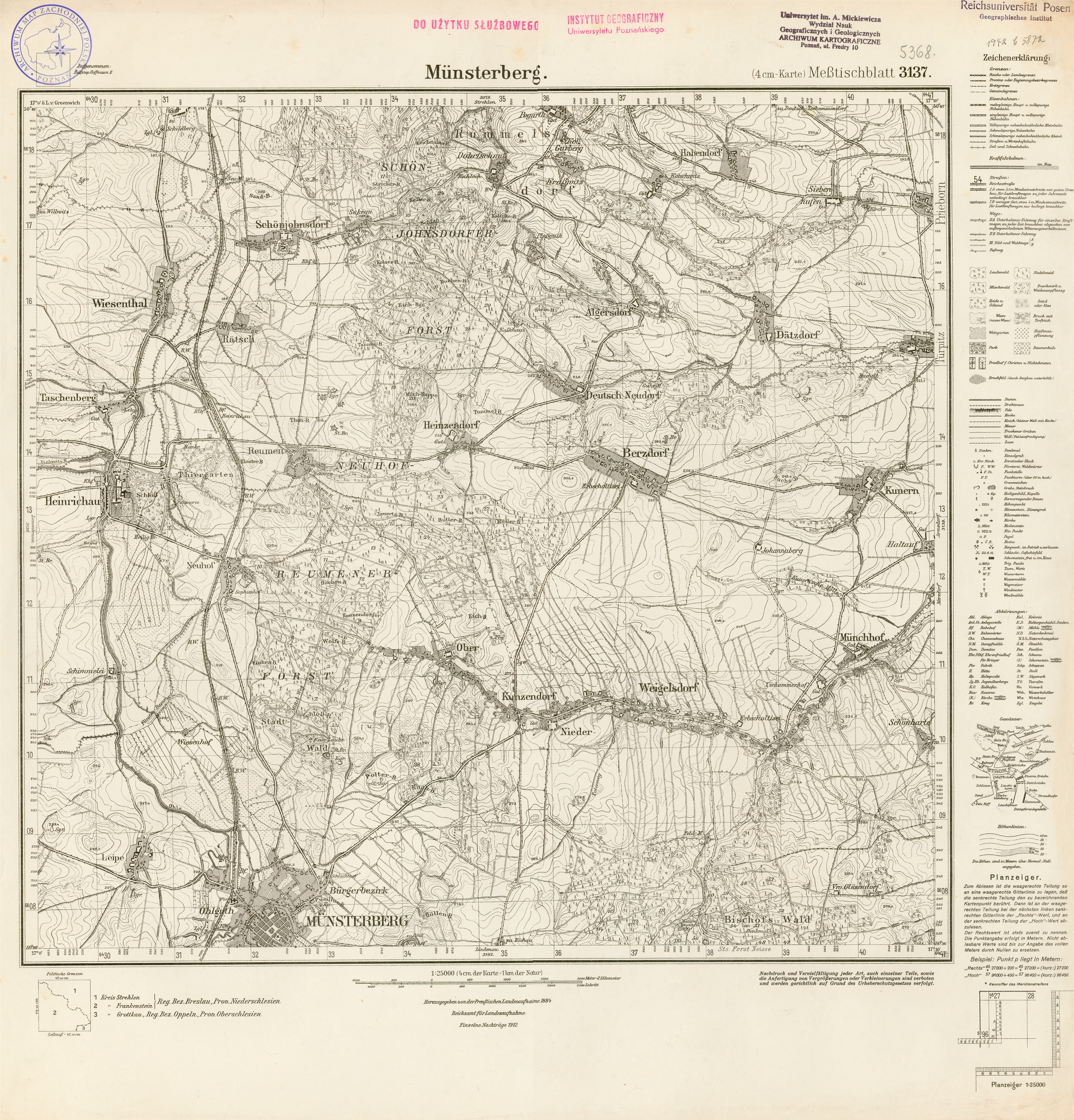
Karta över Slottet Kundern och godset Haltauf

Riddarslottet Kunern ligger strax söder om staden Wrocław i Nedre Schlesien, Polen. Fram till 1945 tillhörde Schlesien Tyskland som egen delstat med Breslau (Wrocław) som huvudstad.
Slottet Kunern tillhörde sedan 1730 godset Mittel-Schreibendorf som ägdes av släkten von Gaffron und Oberstradam. Slottet ligger 5 km nordväst om Mittel-Schreibendorf. Slottet Kunern byggdes av Maximilian von Gaffron und Oberstradam (1714-1774) tillsammans med hustrun Julianne Elisabeth von Lohenstein (1717-1746). Slottet utgör ett slottskomplex med ett samhälle/stad.